# Trăm năm hòa hợp, ước định một lời
Trăm năm hòa hợp, ước định một lời (tiếng Trung: 百岁之好，一言为定; tiếng Anh: Forever Love) là một bộ phim truyền hình Trung Quốc ra mắt năm 2020 của đạo diễn Ôn Đức Cường,  dựa trên tiểu thuyết cùng tên của tác giả Tố Quang Đông với hai diễn viễn chính là Vương An Vũ và Hướng Hàm Chi.
Bộ phim bắt đầu được phát sóng độc quyền trên nền tảng dịch vụ xem phim trực tuyến Tencent Video bắt đầu từ ngày 14 tháng 12 năm 2020.

## Tóm tắt
Bộ phim kể về Tưởng Chính Hàn (Vương An Vũ thủ vai) anh chàng luôn hầu như học dốt tất cả các bộ môn trên đời ngoại trừ môn tin học. Vì một lý do nào đó mà trong mắt anh luôn căm ghét Hạ Lâm Hy (do Hướng Hàm Chi đóng), thế nhưng mọi chuyện chẳng ai ngờ được khi Tưởng Chính Hàn ghét đến mức nghiện, nghiện rồi không từ bỏ được. Cuối cùng anh phải quyết tâm cưới người mà mình căm ghét để về nhà hành hạ cả đời. Hạ Lâm Hy có ngoại hình xinh xắn, tính cách cá tính và chuyên tâm khổ luyện với mục đích đứng nhất toàn trường chính là Học thần trong truyền thuyết được vạn người hâm mộ, về sau vì muốn tiêu diệt ác tặc Tưởng Chính Hàn mà không ngần ngại xả thân.

## Diễn viên

### Vai chính
- Vương An Vũ vai Tưởng Chính Hàn[5]

Điển hình cho học sinh cá biệt trong lớp học: đội sổ, hay trốn tiết, ương bướng. Nhưng thật ra cậu đang phải gánh trên vai một khoản nợ khổng lồ của gia đình, làm thêm đủ việc để giúp đỡ bố mẹ. Anh có đầu óc nhạy bén, cực kì nhanh nhạy trong việc tính toán, từ cấp 3 đã tự học lập trình và kiếm tiền từ công việc đó.
- Hướng Hàm Chi vai Hạ Lâm Hy[5]

Điển hình cho học sinh giỏi: luôn chăm chỉ học tập, ngoan ngoãn, đi theo con đường ba mẹ vẽ cho – hình mẫu chung của nhiều người trẻ hiện nay. Nhưng thật ra cô là người rất độc lập, biết mình muốn gì và sẵn sàng hành động khi có cơ hội.

### Vai phụ
- Trận Trạch vai Trận Diệc Xuyên

Cậu là một học sinh giỏi, luôn xếp thứ hai trong lớp, không phải là người chăm chỉ nhưng luôn giành chiến thắng bằng sự khéo léo của mình, nhưng vẫn thua Tưởng Chính Hàn hết lần này đến lần khác. Mặc dù có chỉ số IQ vượt bậc nhưng lại có trí tuệ cảm xúc thấp, tính cách kiêu ngạo luôn cho mình đúng.
- Phan Mĩ Diệp vai Cố Hiểu Mạn

Cô là một nữ thần, yêu thích ẩm thực có trái tim trong sáng nhưng dễ xúc động. Cô là bạn thân của Hạ Lâm Hy và có tình cảm với Trận Diệc Xuyên.
- Triệu Hạo Hoành vai Trương Hoài Vũ

Cậu là một học sinh đội sổ, rất yêu quý và hâm mộ Tưởng Chính Hàn. Cậu có trái tim ấm áp với vẻ mặt ngây thơ và đáng yêu.
- Viên Hạo vai Tân Việt

Anh có tình cảm với Hạ Lâm Hy và là tiền bối của Tưởng Chính Hàn, là một học sinh giỏi luôn đứng đầu toàn trường, nổi tiếng và là nam thần trong mắt các cô gái. Anh có tình cảm với Hạ Lâm Hy, và rất mong ngóng cô tốt nghiệp cấp 3 mặc cho những lời tỏ tình của các nữ sinh khác.

## Nhạc phim
| STT | Nhan đề                      | Phổ lời                   | Phổ nhạc        | Trình bày    | Thời lượng |
| --- | ---------------------------- | ------------------------- | --------------- | ------------ | ---------- |
| 1.  | "Vòng Xoáy"                  | Phan Quần                 | Phan Quần       | Chu Vi Đồng  | 3:20       |
| 2.  | "Lời hồi đáp của anh"        | Trận Dĩnh Kiều            | Kim Âm Lai      | Trương Viễn  | 4:22       |
| 3.  | "Lời hồi đáp của anh"        | Trận Dĩnh Kiều            | Kim Âm Lai      | Hổ Nghệ Nan  | 4:22       |
| 4.  | "Trong thế giới không có em" | Trương Lộc Địch           | Trương Lộc Địch | Lý Hâm Nhất  | 3:24       |
| 5.  | "Mỗi ngày đều thích anh"     | Vương Hân Vũ, Tiêu Mại Kỳ | Diêm Tân        | Vương Hân Vũ | 3:28       |
| 6.  | "Chúng ta của sau này"       | Vân Tiêu                  | Hoàng Tử Kiến   | Hồ Thủy Đặc  | 3:54       |

## Sản xuất
Bộ phim chính thức bấm máy vào ngày 1 tháng 11 năm 2019, các cảnh quay chủ yếu ở Hạ Môn, được ghi hình trong vòng 85 ngày đến khi đóng máy vào ngày 24 tháng 1 năm 2020.
| Hạng mục             | Công ty                                                                      |
| -------------------- | ---------------------------------------------------------------------------- |
| Sản xuất             | Shanghai Tencent Penguin Film and Television Culture Communication Co., Ltd. |
| Sản xuất             | Beijing Chenming Film and Television Culture Media Co., Ltd.                 |
| Đơn vị ký hợp đồng   | Beijing Chenming Film and Television Culture Media Co., Ltd.                 |
| Đơn vị nắm bản quyền | Shenzhen Tencent Computer System Co., Ltd.                                   |

## Đón nhận

### Đánh giá chuyên môn
Trăm Năm Hòa Hợp Ước Định Một Lời nhận được số điểm 7,6/10 trên trang Douban. Trên trang tổng hợp đánh giá BEAUTY美人圈, bộ phim có đánh giá tích cực, với số điểm trung bình là 7/10. Theo tạp chí BEAUTY美人圈 và BAZAAR, "Bộ phim xây dựng tính cách và tạo hình nhân vật rất đáng yêu và thành công, nhịp độ tình tiết rất phù hợp người xem dễ nắm bắt, khác với những bộ phim ngôn tình chính kịch, kỹ năng diễn xuất và ngoại hình của hai diễn viên chính rất tuyệt vời, là một bộ phim tình cảm đáng xem".
Theo tạp chí ETtoday News Review, "Kỹ năng diễn xuất của Vương An Vũ và Hướng Hàm Chi rất tự nhiên và tươi tắn. Cốt truyện mô tả tình yêu lứa đôi từ cấp ba đến đại học, từ bộ áo đồng phục học sinh cho đến váy cưới trong hôn lễ khiến người hâm mộ hài lòng khi theo dõi, tạo hình nhân vật của Vương An Vũ với cái đầu khiến anh trở nên quyến rũ và mới lạ, nó cũng thu hút sự chú ý của người hâm mộ."